# Stile Tudor

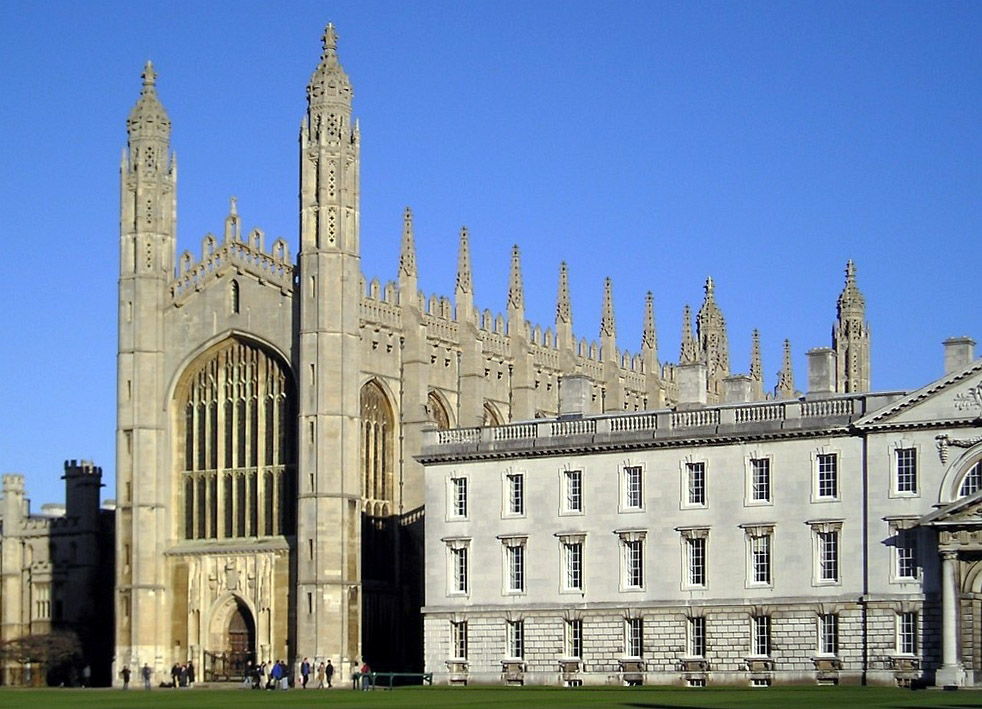
King's College Chapel vista dall'esterno.

Lo stile Tudor in architettura è lo sviluppo finale dell'architettura medioevale durante il periodo Tudor (1485–1603) ed anche dopo, a cura della classe conservatrice. Esso seguì lo stile gotico inglese e, anche se soppiantato dalla architettura elisabettiana negli edifici di una certa pretenziosità, lo stile Tudor mantiene il suo antico gusto inglese, in molti college di Oxford e Cambridge.
L'arco a quattro centri, oggi noto come arco Tudor, è una sua caratteristica; alcune delle più belle finestre chiamate oriel window appartengono a questo periodo; le modanature sono più sporgenti ed il fogliame diviene più naturalistico. Ciononostante, "stile Tudor" è una denominazione non chiara, coi suoi suggerimenti impliciti della continuità fra il periodo della dinastia Tudor e l'impressione ingannevole che ci sia stata un'interruzione di stile all'accesso al trono d'Inghilterra degli Stuart con Giacomo I nel 1603.  
I principali esempi nell'architettura sacra:
- Cappella di Enrico VII a Westminster (1503)
- King's College Chapel, Cambridge
- St. George's Chapel, Castello di Windsor
- le Old schools dell'Università di Cambridge.

Edifici civili:
- Eltham Palace, Kent
- Oxburgh Hall, Norfolk
- Owlpen Manor, Gloucestershire
- King's College, Aberdeen
- Layer Marney Tower, Essex
- East Barsham Manor, Norfolk
- Fords Hospital, Coventry.
- Compton Wynyates
- Hampton Court Palace
- Montacute House (tardo Tudor)
- Wollaton Hall, Nottinghamshire (tardo Tudor)
- Old Market Hall, Shrewsbury
- Hunsdon House, Hertfordshire
- Neverland Ranch, Santa Barbara

Vi sono architetture Tudor anche in Scozia, di cui un esempio è il King's College di Aberdeen.
Nel XIX secolo vennero combinati elementi di architettura Tudor ed elisabettiana nel costruire stazioni ferroviarie e alberghi.